# کنث ویلکینسون
کنث ویلکینسون (انگلیسی: Kenneth Wilkinson؛ ۲۸ ژوئیهٔ ۱۹۱۲ – ۱۳ ژانویهٔ ۲۰۰۴) مهندس صدا در دکا رکوردز بود.
شهرت او بابت مهندسی ضبط آثار موسیقی کلاسیک با کیفیت تراز اول و بسیار بالا بود.
او با هنرمندانی چون گئورگ شولتی، هانس کناپرتسبوش و بنجامین بریتن و همچنین با ارکستر سمفونیک لندن و ارکستر سمفونیک شیکاگو همکاری داشت.